# Los amantes y la Muerte
Los amantes y la Muerte o El paseo es un grabado sobre cobre realizado hacia 1498 por el artista renacentista alemán Alberto Durero (1471-1528).

## Descripción
Durero capta un momento íntimo en el que una dama se dispone a seguir, no sin cierta vacilación, a un joven que la invita con su mano derecha a tomar el camino de la tentación, mientras ya la rodea con su brazo izquierdo.

## Iconografía
Lo que sólo podría ser una escena de género, con el erotismo que asume la colocación fálica de la espada del joven, se eleva al rango de memento mori por la presencia de la Muerte, que, bajo los rasgos de un cadáver casi esquelético blandiendo burlón sobre su cabeza un reloj de arena, los acecha detrás un árbol.
La meticulosa interpretación de las ricas vestimentas y los exuberantes sombrero y tocado de la acomodada pareja da testimonio de la habilidad de Durero y sirve al propósito moralizador de su obra al enfatizar el alto rango social de los dos protagonistas. Durero recuerda así al espectador la inutilidad de los placeres mundanos de todo tipo frente a la fugacidad de la existencia humana.

## Copia de Israel van Meckenem

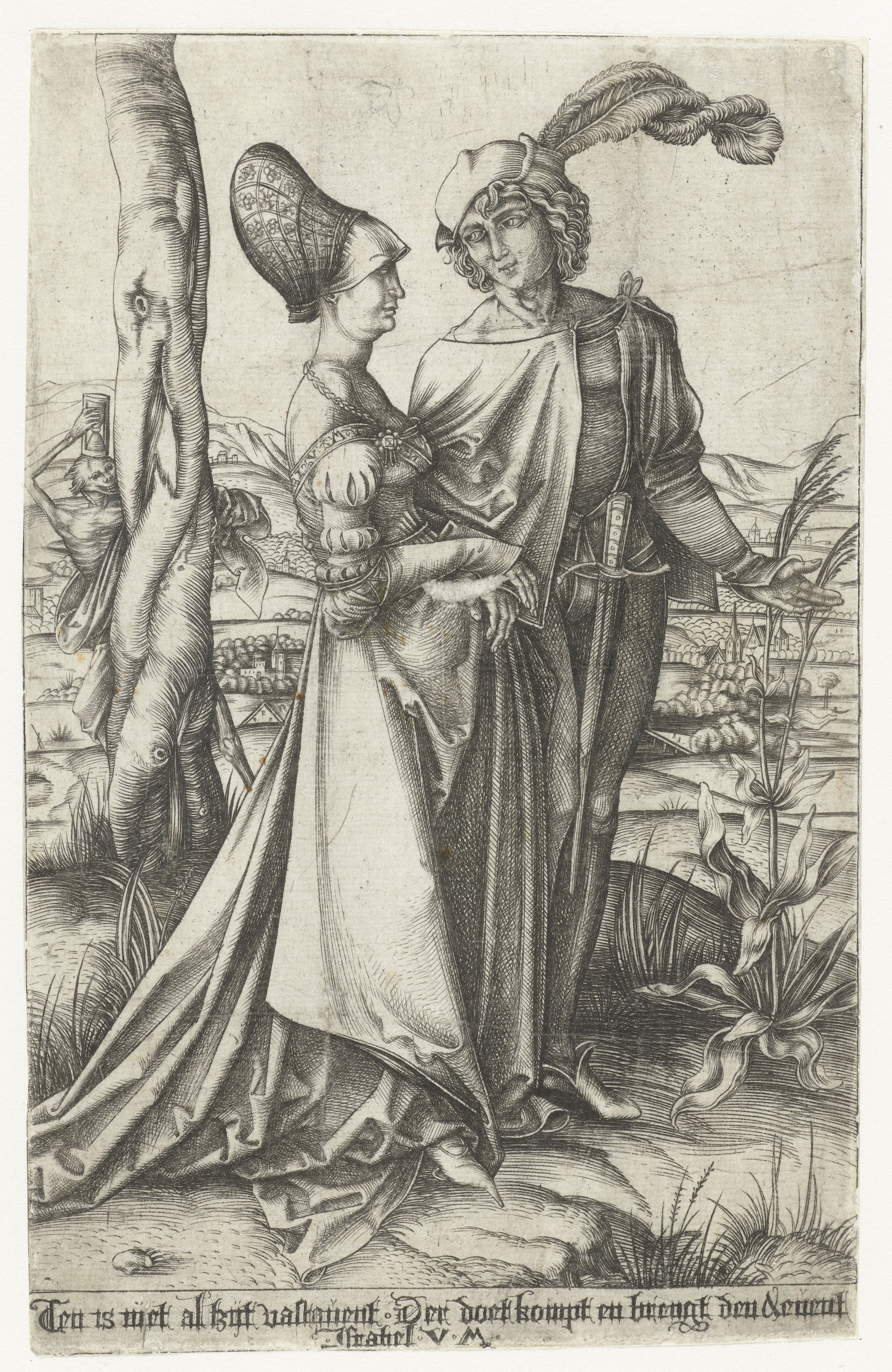
Israhel van Meckenem, Los amantes y la Muerte.

La obra, que debía satisfacer las demandas de un mercado ávido de imágenes devocionales, fue copiada por Israhel van Meckenem, quien reprodujo además de éste, otros tres grabados de Durero, La Sagrada Familia con una mariposa, Las cuatro brujas y La pequeña Fortuna.
Sólo unas pocas variaciones diferencian la copia de su modelo. El árbol que bordea la composición se ensancha aquí un poco y pierde una rama. Israhel van Meckenem, por su parte, añade una inscripción en la parte inferior que explica la dimensión moralizante de la escena al recordar la inevitabilidad de la muerte. También presenta su monograma “MIV» en la banda que resalta el escote de la dama, donde Durero había grabado enigmáticos signos decorativos. La comparación de los dos figuras revela todo el genio artístico de Durero. En Israhel van Meckenem, la silueta del seductor aparece menos esbelta y el modelado de su cuerpo menos palpable, mientras que su mirada pierde profundidad respecto a la poderosamente penetrante del original.